# Pennella costai
Pennella costai är en kräftdjursart som beskrevs av Richiardi 1880. Pennella costai ingår i släktet Pennella och familjen Pennellidae. Inga underarter finns listade i Catalogue of Life.